# Ovídio Amaral
Ovídio de Jesus Amaral (* 29. März 1958 in Luca, Portugiesisch-Timor; † 27. April 2014 in Rom, Italien) war ein Politiker aus Osttimor. Er verfügte über einen Ingenieurstitel.
Unter der Verwaltung der Vereinten Nationen arbeitete Amaral im Landesamt für Infrastruktur der I. Übergangsregierung Osttimors. Am 16. Juli 2001 wurde Amaral als Mitglied der Partei FRETILIN Minister für Verkehr und Kommunikation in der II. Übergangsregierung und löste damit João Carrascalão ab, der seine Partei, die UDT in die anstehenden Parlamentswahlen führen wollte. Nach den Wahlen wurde unter Marí Alkatiri die erste osttimoresische Regierung gebildet, die das Land auch in die Unabhängigkeit 2002 führte. Amaral behielt hier seinen Ministerposten, zunächst als Minister für Verkehr, Kommunikation und staatliche Bauvorhaben. 2005 gab er den Bereich staatliche Bauvorhaben an Odete Víctor da Costa ab.
2006 kam es zu schweren Unruhen in Osttimor. Am 25. Juni traten aus Protest gegen Premierminister Alkatiri Ovídio Amaral, Außenminister José Ramos-Horta und Vize-Gesundheitsminister Luís Maria Lobato zurück. Neuer Minister für Verkehr und Kommunikation wurde Inácio Moreira.
Von 2007 bis 2009 war Amaral Botschafter Osttimors in Indonesien. Von 2009 bis 2011 war er Vorstandsvorsitzender der Timor Telecom. Am 24. Februar 2014 wurde Amaral Botschafter für Osttimor beim Heiligen Stuhl, starb aber am 27. April in der Gemelli-Klinik an einer Gehirnblutung. Er hinterließ eine Witwe und zwei Söhne.